# Муратов, Зиннат Ибятович
Зиннат Ибятович Мура́тов (тат. Зиннәт Ибәт улы Моратов; 27 декабря 1905  [9 января 1906], Новокалмашево, Уфимская губерния — 31 мая 1988, Москва) — советский партийный деятель, первый секретарь Татарского обкома КПСС (1944—1957).

## Биография
Родился 27 декабря 1905 года (9 января 1906) в деревня Новокалмашево (ныне — в Чекмагушевском районе Республики Башкортостан).
Член ВКП(б) с 1930 года. В 1930 году окончил Ленинградский политехнический институт, в 1933 году — Институт красной профессуры. По национальности — татарин.
- 1920—1926 гг. — ремонтный рабочий, грузчик на Томской железной дороге,
- 1927—1930 гг. — студент Ленинградского политехнического института,
- 1930—1933 гг. — преподаватель в Ленинградском институте инженеров водного транспорта, слушатель Института красной профессуры,
- 1933—1935 гг. — секретарь парткома управления и начальник сектора политотдела Омской железной дороги,
- 1935—1941 гг. — начальник Центральных партийных курсов политработников железнодорожного транспорта,
- 1942 г. — ответственный контролёр Комитета партийного контроля при ЦК ВКП(б),
- 1943 г. — уполномоченный КПК при ЦК ВКП(б) по Кировской области,
- 1943—1944 гг. — третий, второй секретарь Татарского обкома ВКП(б),
- 1944—1950 гг. — секретарь Казанского горкома ВКП(б),
- 1944—1957 гг. — первый секретарь Татарского обкома ВКП(б)-КПСС[2],
- 1957—1960 гг. — инспектор ЦК КПСС.

С 1960 г. — на пенсии.
Член ЦК КПСС (1952—1961), депутат Верховного Совета СССР 2—4 созывов.
Похоронен на Троекуровском кладбище.

## Деятельность на посту первого секретаря обкома
- депутат ВС СССР 2—4-го созывов, член Президиума ВС СССР, депутат ВС РСФСР 2-4-го созывов, депутат ВС ТАССР 2—4-го созывов, член Президиума ВС ТАССР 2-го созыва, делегат XIX—XX съездов ВКП(б) — КПСС, член Комиссии ЦБЖ КНК* СССР.
- Зиннат Муратов оказался первым татарином, возглавившим Татарский обком КПСС (16 его предшественников к титульной нации не относились)[4].
- Он оказался первым руководителем республики, занимавшим должность в течение продолжительного времени — почти 13 лет, в то время как его предшественники менялись в среднем каждые 2—3 года[5].
- По инициативе З. И. Муратова, одобренной И. В. Сталиным, в 1952 году ЦК КПСС принял решения о переименовании Татарского обкома в крайком, по которому республика была поделена на две области — Казанскую и Чистопольскую[6].

## Семья
- Сын — Раднэр Муратов (1928—2004) — советский киноактёр, заслуженный артист РСФСР.
- Сын — Лир Муратов (1932—2018) — Заслуженный тренер РФ по шахматам, международный арбитр по шахматам.
- Сын — Родэс Муратов (1937—2022) — физик, доктор физико-математических наук[7].
- Сын — Валерий Муратов (род. 1945) — советский и российский деятель органов государственной безопасности.

## Награды и звания
- 3 ордена Ленина (24.07.1945; 24.06.1950; 31.12.1955)
- орден Октябрьской Революции (30.12.1975)[8]
- орден Дружбы народов (26.12.1985)
- орден «Знак Почёта» (08.01.1966)
- Медаль «Ветеран труда» (1977)
- Медаль «За оборону Москвы»
- Медаль «За доблестный труд в Великой Отечественной войне 1941—1945 гг.»
- Медаль «В память 250-летия Ленинграда»
- Медаль «За доблестный труд. В ознаменование 100-летия со дня рождения В. И. Ленина» (1970)
- Почетная грамота Бауманского райкома КПСС г. Москвы
- Юбилейные медали в честь Победы в Великой Отечественной войне 1941—1945 гг. Медали, знаки, дипломы, почетные грамоты министерств, ведомств и общественных организаций СССР, РСФСР, ТАССР